# Methiolopsis
Methiolopsis is een geslacht van rechtvleugeligen uit de familie veldsprinkhanen (Acrididae). De wetenschappelijke naam van dit geslacht is voor het eerst geldig gepubliceerd in 1957 door Rehn.

## Soorten
Het geslacht Methiolopsis  is monotypisch en omvat slechts de volgende soort:
- Methiolopsis geniculata (Stål, 1878)